# Амджен
„Амджен“ (на английски: Amgen) е американски производител на лекарствени продукти, базиран в Таузънд Оукс, Калифорния. Към 2022 година има обем на продажбите от 26,32 милиарда долара и над 25 хиляди служители.
Той е основан през 1980 година под името „Аплайд Молекюлар Дженетикс“ и първоначално се фокусира върху развойната дейност в областта на генетичната рекомбинация. През 1983 година компанията става публична, като към 2023 година има пазарна капитализация от 145 милиарда долара и е съставна част от промишления индекс „Дау Джоунс“. Сред най-продаваните ѝ продукти към 2019 година са препаратът за автоимунни заболявания „Енбрел“ (етанерцепт) и имуностимулаторът „Неуласта“ (пегифлграстим).